# Otitoma gouldi
Otitoma gouldi is een slakkensoort uit de familie van de Pseudomelatomidae. De wetenschappelijke naam van de soort is voor het eerst geldig gepubliceerd in 1944 door Yen.